# Anton Preysinger

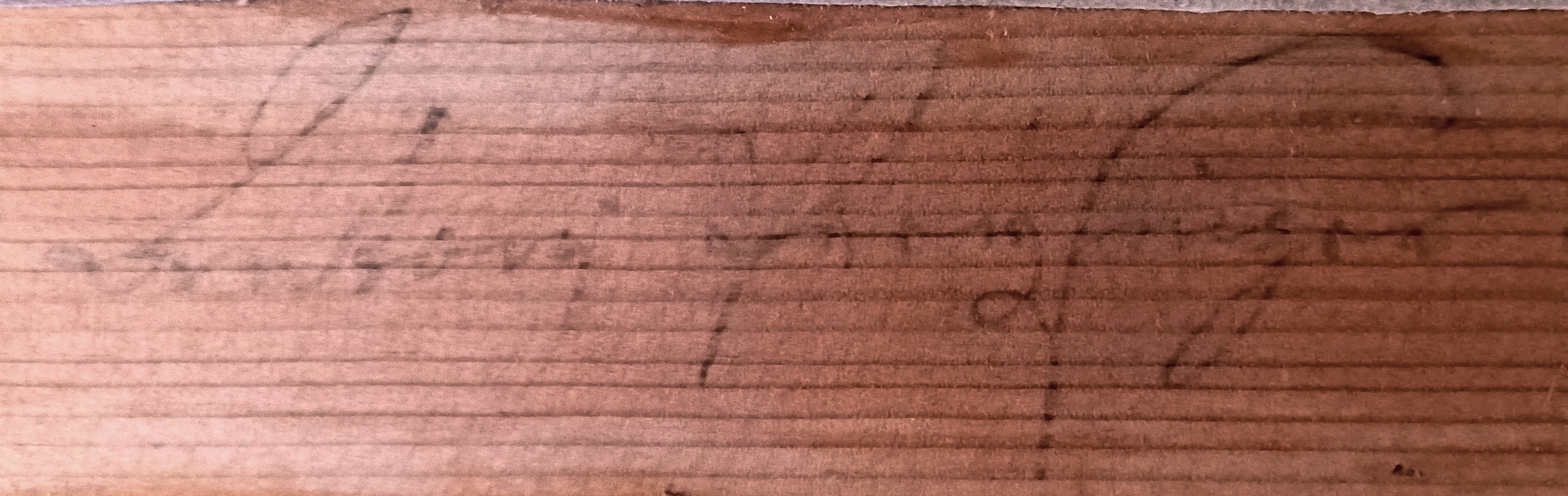
Signatur als „Antonÿ Preysinger“ auf einem Spundbrett 1737

Anton Leopold Preysinger, auch Preisinger (* 1710; † 27. Februar 1751 in Freistadt) war ein österreichischer Orgelbauer und zuletzt Stadtrichter in Freistadt.

## Leben
Anton Preysingers Vater Stephan Preisinger († 1729) war Schulmeister (ludi magistri), der ihm die Kunst des Orgelbaus und Orgelspiels beibrachte. Beim Freistädter Orgelmacher und Tischler Christoph Lachewizer (auch: Lachewitzer) lernte er nach eigenen Angaben das Tischlern. Nachdem er sich selbstständig gemacht hatte (spätestens ab Mitte 1733), schuf er unter anderem 1748 die Orgel der Stadtpfarrkirche St. Nikolaus in Stein.
Preysinger heiratete in erster Ehe Magdalena Winckhlechner, die um 1745 starb. Die zweite Ehe ging er mit Rosa Maria Theresia Gabatta ein, der Tochter des Bürgermeisters von Freistadt. Nach seinem Tod 1751 führte sie den Orgelbaubetrieb so lange alleine weiter, bis sie nach einem Trauerjahr 1752 den Orgelbauer Franz Lorenz Richter heiraten konnte.

## Werke
| Jahr | Ort            | Gebäude                     | Bild | Manuale | Register | Bemerkungen                                        |
| ---- | -------------- | --------------------------- | ---- | ------- | -------- | -------------------------------------------------- |
| 1737 | Röhrenbach     | Kuefsteinische Gruftkapelle |      | I       | 4        | Das Orgelpositiv ist weitgehend original erhalten. |
| 1738 | Thunau am Kamp | Pfarrkirche Thunau am Kamp  |      | II/P    |          |                                                    |
| 1740 | Siebenlinden   | Pfarrkirche Siebenlinden    |      | I       | 4        |                                                    |
| 1740 | Zwettl         | Stift Zwettl                |      | I/P     | 10       | Chororgel im Stift Zwettl                          |
| 1742 | Sandl          | Pfarrkirche Sandl           |      | I/P     | 9        |                                                    |
| 1744 | Großschönau    | Pfarrkirche Großschönau     |      |         |          | nicht erhalten                                     |
| 1748 | Stein          | Pfarrkirche                 |      | II/P    | 23       | 1975 von Gregor Hradetzky restauriert.             |